# Prionocypris zenkeri
Prionocypris zenkeri är en kräftdjursart som först beskrevs av Cornelius Chyzer och Toth 1858.  Prionocypris zenkeri ingår i släktet Prionocypris och familjen Cyprididae. Inga underarter finns listade i Catalogue of Life.